# Yankunytjatjara jezik
Yankunytjatjara jezik (ISO 639-3: kdd; jangkundjara, kulpantja, yankunjtjatjarra, yankuntatjara), australski jezik porodice pama-nyunga, kojim govori još svega 73 ljudi (1996 popis) u planinama Yalata, Musgrave i Everard u državi Južna Australija. Zajedno s još deset jezika čini podskupinu wati, dio šire skupine jugozapadnih pama-nyunga jezika.
U upotrtebi je i pitjantjatjara [pjt].

## Vanjske poveznice
- Ethnologue (14th)
- Ethnologue (15th)